# Emily Bovell
Emily Bovell (Londres, 21 de febrero de 1841- Niza, abril de 1885) fue una médica y una de los miembros originales de las Siete de Edimburgo. Después de graduarse, trabajó en el New Hospital for Women en Marylebone Road, Londres y en París. El gobierno francés le otorgó la Orden las Palmas Académicas  por sus servicios a la medicina.

## Biografía
Bovell nació el 21 de febrero de 1841 en Londres, hija de Sarah Louisa (de soltera Jones) y John Roach Bovell (1803–1852).  Estudió en el Queens College de Londres, donde permaneció un tiempo como tutora de matemáticas. Otros estudiantes contemporáneos del Queen's College incluyen a Sophia Jex-Blake, con quien más tarde estudió en la Universidad de Edimburgo .
Aunque está acreditada como una de las 'Siete de Edimburgo' (Mary Anderson, Matilda Chaplin, Helen Evans, Sophia Jex-Blake, Edith Pechey e Isabel Thorne ), su nombre no figura en los registros de matrícula de 1869 y en las listas de premios de la Universidad de Edimburgo el año académico 1869/70 (las demás estudiantes mujeres figuran allí). A finales de 1870 ganó una beca patrocinada por Katharine Russell, vizcondesa Amberley, y su obituario afirma que se unió a Sophia Jex-Blake y otros en la Universidad de Edimburgo para estudiar medicina en 1871. En 1873 se trasladó a París para continuar sus estudios, cuando ya no fue posible continuar en Edimburgo, y finalmente se graduó como doctora en París en 1877. El tema de su tesis médica fue Congestive Phenomena following Epileptic and Hystero-epilectic Fits.

## Trayectoria profesional
Conoció a su marido, el médico William Allen Sturge en París en 1877, y regresaron juntos a Londres; se casaron el 27 de septiembre en la iglesia de St Saviour's en Paddington. A partir de entonces, establecieron un consultorio juntos en Wimpole Street, y Bovell renovó su relación con Queen's College, dando conferencias sobre fisiología e higiene y dando clases sobre ambulancias a mujeres. Cinco de sus hermanas habían hecho campaña por la educación superior de las mujeres, incluida Emily Sturge. En reconocimiento a su contribución a la profesión médica, en 1880 fue nominada por el Gobierno francés para el Officier d'Academie, un premio que rara vez se otorga a las mujeres.
En 1881, como consecuencia de su mala salud, el matrimonio se mudó a Niza donde estableció una consulta médica e impulso campañas para mejorar la salud pública y el sistema de alcantarillado.

## Muerte y legado
En 1884, su enfermedad pulmonar se agravó y murió en abril de 1885. Está enterrada en el cementerio de Sainte Marguerite en Niza, Francia.
Su marido creó un laboratorio en Queen's College Harley Street, al que llamó laboratorio Bovell-Sturge. Las siete de Edimburgo se recuerdan en la literatura y en la historia y tienen una placa en Edimburgo.
Las Siete de Edimburgo fueron galardonadas con el MBChB, licenciadas en medicina y cirugía, honorario póstumo en el McEwan Hall de la Universidad de Edimburgo el sábado 6 de julio de 2019. Un grupo de estudiantes de la Escuela de Medicina de Edimburgo recogió en su nombre los certificados, fue el primero de una serie de eventos planificados por la Universidad de Edimburgo para conmemorar los logros y la importancia de las siete médicas.